# Національний театр (Мельбурн)
Національний театр — театральний заклад у місті Мельбурн, Австралія. Театр заснований 1935 року. Будівля була побудована в 1921 році як Театр Вікторії (кінотеатр на 3000 місць), перебудована під кінотеатр на 2550 місць у 1928 році, нарешті заклад перетворений в 1972 — 1974 роках на театральну сцену із 783 глядацькими місцями. При театрі діють студії з акторської майстерності (драматична, балетна та оперна студії).
Ініціаторокою створення цього театру в Мельбурні була відома австралійська оперна співачка сопрано Гертруда Джонсон, котра певний час була і директором закладу.
Один з найстаріших діючих (робочих) театрів Австралії, знаковий Національний театр Мельбурна є важливою частиною мельбурнського мистецького та культурного ландшафту протягом майже 100 років.